# Фудбал на Летњим олимпијским играма 2012.
Фудбалска такмичења на Летњим олимпијским играма 2012. одржана су 6 британских градова, а финални меч је одигран на стадиону Вембли у Лондону. Турнир је почео прелиминарном фазом 25. јула, а завршио се финалном утакмицом 11. августа 2012. У женској конкуренцији учествовале су сениорске екипе, док су у мушкој конкуренцији наступили играчи старости до 23 године (уз могућност уврштавања у тим 3 играча старија од 23 године). Учествовало је 28 репрезентација (16 мушких и 12 женских) и укупно 504 играча.
Групна фаза такмичења је почела два дана пре службеног отварања игара 27. јула 2012.

## Освајачи медаља
| Дисциплине | Злато            | Сребро | Бронза       |  |  |  |
|            |                  |        |              |  |  |  |
| Мушкарци   | Мексико          | Бразил | Јужна Кореја |  |  |  |
| Жене       | Сједињене Државе | Јапан  | Канада       |  |  |  |

## Стадиони
Фудбалске утакмице ће се играти у 6 градова широм Уједињеног Краљевства.
Свака репрезентација ће моћи имати максимално 18 играча у тиму, док у мушким репрезентацијама највише три играча смеју бити старија од 23 године (то јесте рођени пре 1. јануара 1989).
| Вембли                 | Олд Трафорд                  |
| Капацитет: 90.000      | Капацитет: 76.212            |
| Wembley 22 August 2007 | 20 August 2006               |
| Кардиф                 | Њукасл                       |
| Миленијум              | Сент Џејмс парк              |
| Капацитет: 74.500      | Капацитет: 52.387            |
| 5 February 2009        | 21 August 2008               |
| Глазгов                | Ковентри                     |
| Хемпден парк           | Градски стадион у Ковентрију |
| Капацитет: 52.103      | Капацитет: 32.500            |
| 18 July 2004           |                              |

## Сатница такмичења
| ГФ | Групна фаза | ¼ | Четврфинала | ½ | Полуфинала | Б | Утакмица за бронзану медаљу | Ф | Финале |

| Турнир↓/Датум → | 25.07. | 26.07. | 27.07. | 28.07. | 29.07. | 30.07. | 31.07. | 01.08. | 02.08. | 03.08. | 04.08. | 05.08. | 06.08. | 07.08. | 08.08. | 09.08. | 09.08. | 10.08. | 11.08. |
| --------------- | ------ | ------ | ------ | ------ | ------ | ------ | ------ | ------ | ------ | ------ | ------ | ------ | ------ | ------ | ------ | ------ | ------ | ------ | ------ |
| Мушкарци        |        | ГФ     |        |        | ГФ     |        |        | ГФ     |        |        | ¼      |        |        | ½      |        |        |        | Б      | Ф      |
| Жене            | ГФ     |        |        | ГФ     |        |        | ГФ     |        |        | ¼      |        |        | ½      |        |        | Б      | Ф      |        |        |

## Репрезентације Велике Британије
С обзиром на чињеницу да не постоји јединствена репрезентација Велике Британије у фудбалу (већ 4 одвојена фудбалска савеза ФС Шкотске, ФС Велса, ФС Северне Ирске и ФС Енглеске), поставило се питање учешћа домаћих репрезентација у обе катеорије на фудбалском олимпијском турниру.
Након дуготрајних преговора између 4 фудбалске федерација са једне и ФИФА-е са друге стране, 29. маја 2009. Фудбалски савези Велса, Шкотске и Северне Ирске су послали допис у ФИФА по коме дозвољавају фудбалском савезу Енглеске да самостално оформи репрезентацију која ће се на Играма такмичити под заставом Уједињеног Краљевства.

## Квалификације
На мушком турниру учествовало је 16 националних тимова распоређених у 4 групе по 4 екипе. Након прелиминарне групне фазе, по два првопласирана тима из сваке групе такмичење настављају у нокаут фази (која је трајало све до финалног меча).
| Такмичење                       | Крај турнира       | Домаћин                    | Квота | Квалификанти                      |
| ------------------------------- | ------------------ | -------------------------- | ----- | --------------------------------- |
| Домаћин Игара                   |                    |                            | 1     | Велика Британија                  |
| АФК Олимпијске квалификације    | 14. март 2012.     | –                          | 3     | Јужна Кореја · Јапан · УАЕ        |
| КАФ квалификације за ЛОИ        | 10. децембар 2011. | Мароко                     | 3     | Габон · Мароко · Египат           |
| КОНКАКАФ квалификације за ЛОИ   | Март 2012.         | Сједињене Државе           | 2     | Мексико · Хондурас                |
| КОНМЕБОЛ првенство до 21 године | 12. фебруар 2011.  | Перу                       | 2     | Бразил · Уругвај                  |
| ОФК квалификације за ЛОИ        | 27. децембар 2011. | Фиџи                       | 1     | Нови Зеланд                       |
| УЕФА првенство до 21 године     | 25. јун 2011.      | Данска                     | 3     | Белорусија · Шпанија · Швајцарска |
| АФК-КАФ бараж                   | 12. април 2012.    | Ковентри, Велика Британија | 1     | Сенегал                           |
| Укупно                          |                    |                            | 16    |                                   |

На женском делу турнира учестоват ће 12 репрезентација подељених у три групе по 4 тима. Након прелиминарне групне фазе по два најбоље пласирана тима из сваке групе, и две најбоље трећепласиране екипе ће наставити такмичење у нокаут фази. 
| Такмичење                        | Крај квалификација  | Домаћин          | Квота | Квалификанти              |
| -------------------------------- | ------------------- | ---------------- | ----- | ------------------------- |
| Домаћин Игара                    |                     |                  | 1     | Велика Британија          |
| АФК Азијске квалификације за ЛОИ | 11. септембар 2011. | Кина             | 2     | Јапан · Северна Кореја    |
| КАФ Афричке квалификације за ЛОИ | Септембар 2011.     | –                | 2     | Јужна Африка · Камерун    |
| КОНКАКАФ квалификације за ЛОИ    | 29. јануар 2012.    | Ванкувер, Канада | 2     | Сједињене Државе · Канада |
| КОНМЕБОЛ шампионат за жене       | 21. новембар 2010.  | Еквадор          | 2     | Бразил · Колумбија        |
| ОФК квалификације за ЛОИ         | 2012.               |                  | 1     | Нови Зеланд               |
| (УЕФА) Светско првенство 2011.   | 17. јул 2011.       | Немачка          | 2     | Шведска · Француска       |
| Укупно                           |                     |                  | 12    |                           |

## Олимпијски турнир
Сваку екипу чини по 18 играча. У мушком делу турнира учествују играчи до 23 године (рођени после 1. јануара 1989) уз дозвољено учешће максимално три играча старија од тог ограничења. Укупно 16 екипа је подељено у 4 групе са по 4 тима. Након групне фазе такмичења по две најбоље пласиране екипе из обе групе пролазе у нокаут фазу.
У женском делу турнира учествују сениорске селекције, и то укупно 12 тимова подељених у 3 групе. По две најбоље пласиране екипе из све три групе плус још две најбоље пласиране треће селекције настављају такмичење у нокаут фази.

### Мушки турнир
| Група A                                          | Група Б                                       | Група Ц                                      | Група Д                               |
| ------------------------------------------------ | --------------------------------------------- | -------------------------------------------- | ------------------------------------- |
| - Уједињено Краљевство - Сенегал - УАЕ - Уругвај | - Мексико - Јужна Кореја - Габон - Швајцарска | - Бразил - Египат - Белорусија - Нови Зеланд | - Шпанија - Јапан - Хондурас - Мароко |

### Женски турнир
| Група Е                                                 | Група Ф                                   | Група Г                                                     |
| ------------------------------------------------------- | ----------------------------------------- | ----------------------------------------------------------- |
| - Уједињено Краљевство - Нови Зеланд - Камерун - Бразил | - Јапан - Канада - Шведска - Јужна Африка | - Сједињене Државе - Француска - Колумбија - Северна Кореја |

## Контроверзе
Женска репрезентација Иранa и три фудбалерке Јордана су суспендоване због непоштовања ФИФА прописа о опреми (фудбалерке су носиле хиџабе). ФИФА је 2007. донела правило о забрани ношења хиџаба као дела фудбалске опреме.